# La Roche-aux-Fées
Vous lisez un « bon article » labellisé en 2013.
Pour les articles homonymes, voir Roche-aux-Fées.
La Roche-aux-Fées est une allée couverte située dans la commune d'Essé, dans le département français d'Ille-et-Vilaine, en Bretagne. Son nom vient d'une légende selon laquelle les pierres auraient été apportées par des fées, légende souvent à l'origine du nom de « roche aux fées » donné à des dolmens ou allées couvertes.
Cette allée couverte est composée de plus d'une quarantaine de pierres formant un couloir quatre fois plus long que large, orienté nord-nord-ouest – sud-sud-est.

## Situation
Ce monument se trouve dans la commune d'Essé (Ille-et-Vilaine), à une trentaine de kilomètres au sud-est de Rennes et trois kilomètres au sud-sud-est du bourg d'Essé. Il est situé à proximité du hameau de la Roche et de la ferme du Rouvray, non loin de la limite communale du Theil-de-Bretagne, près de la route départementale 341 entre Essé et Retiers.
Il se trouve à une altitude d'environ 70 mètres dans la vallée de la Seiche.
La plupart des dolmens de ce type se trouvant en Anjou, la localisation isolée de la Roche-aux-Fées est une exception.
Il n'y a pas d'autres mégalithes dans la commune, mais on en trouve  aux  environs :
- la pierre de Rumfort, au sud de la forêt du Theil-de-Bretagne ;
- le menhir de la Pierre des Fées à Janzé[2] ;
- le menhir de Richebourg à Retiers[3] ;
- le menhir du Champ de la Pierre et du Champ Horel de Sel-de-Bretagne[4] ;
- la Table-aux-Fées de Saulnières.

## Descriptions historiques

### Temps modernes

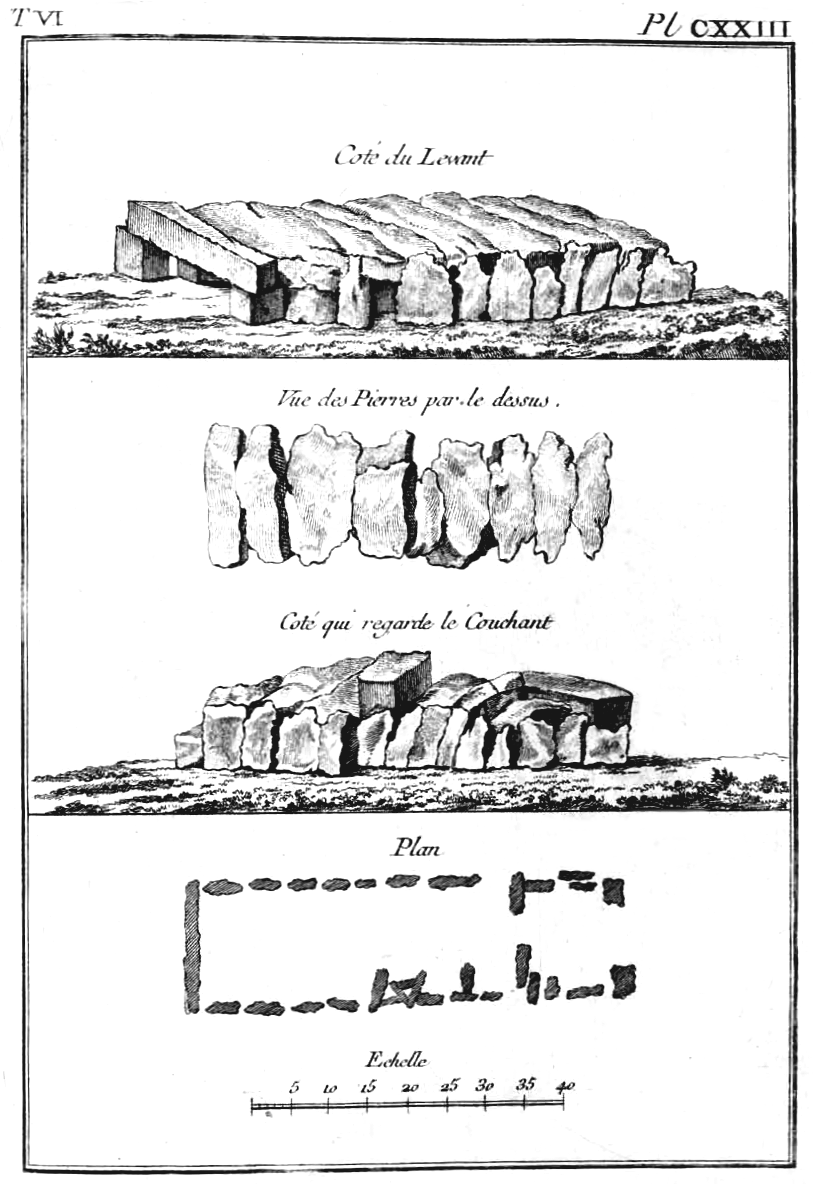
Représentations de 1756.

Une des toutes premières attestations est celle de l'abbé Roussel en 1752 : « Il y en a une d'une grandeur prodigieuse dans la paroisse d'Essé à 5 ou 6 lieues de Rennes ». En 1756, Anne Claude de Caylus en donne une description ainsi que plusieurs représentations :

« Sur les confins des Paroiſſes de Teil, & d'Eſſé, dans l'Evêché de Rennes, habité autrefois par les Rhedones, on trouve au milieu d'une ancienne forêt un ouvrage ſingulier, que les habitans du pays connoiſſent ſous le nom de la Roche aux Fées […] »

— Anne Claude de Caylus, Recueil d'antiquités égyptiennes, étrusques, grecques et romaines
Le toponyme figure sur la carte de Cassini.
Le monument fait l'objet de fouilles clandestines par des paysans à la fin du XVIIIe siècle, mais aucune découverte n'a été rapportée. Le régiment d'Orléans dragons aurait fait la fête ainsi qu'un feu dans le dolmen en 1789, abîmant ainsi le dessous des dalles de couvertures.
Jean-Baptiste Ogée décrit ainsi La Roche-aux-Fées en 1778 :

« À une demi-lieue, au Sud de ce bourg, se trouve la Roche aux Fées : la structure de ce monument le rend digne de la curiosité des sçavants. il est composé de quarante-deux pierres d'une grosseur considérable, et forme deux appartements : le plus grand est de soixante-cinq pieds six pouces de longueur, sur onze pieds six pouces de largeur dans ouvre, en rétrecissant vers le second appartement, qui forme un cabinet de sept pieds en quatre : les entrées, tant au levant qu'au couchant, sont contiguës au cabinet qui communique à la grande piece. Ce cabinet ne ferme point à la sortie ; mais le grand appartement, situé au Sud, est fermé, à l'exception des entrées dont on vient de parler. La construction de ce monument est de quinze pierres à l'Est et de seize à l'Ouest, toutes posées debout ; celle qui fait la clôture du grand appartement est couchée, elle a six pieds d'épaisseur en évasant jusqu'au cabinet, où elle se termine à quatre pieds six pouces. »

« Outre ces trente-deux pierres, il y en a dix autres soutenues par les premieres ; de ces dix, qui sont toutes d'une grosseur extraordinaire, sept forment chacune un recouvrement depuis cinq pieds jusqu'à neuf de largeur : leur grain est d'un roc brut, & leur position est sans art. Les gens des environs veulent que ce soit un ancien temple des Fées, pour lesquelles leurs ancêtres avoient beaucoup de vénération ; opinion ridicule, mais peu étonnante, si l'on fait attention que ce sont des paysans les plus grossiers qui pensent ainsi. D'ailleurs, il n'est peut-être point de pays, dans le Royaume, où les habitants des campagnes soient si peu éclairés, plus crédules, et plus superstitieux qu'en Bretagne. Les gens sensés croient que ce monument est le tombeau d'un Général Romain. On doit observer qu'on ne trouve qu'à une lieue de cet endroit des pierres de la nature de celles qui le composent. »

### XIXesiècle

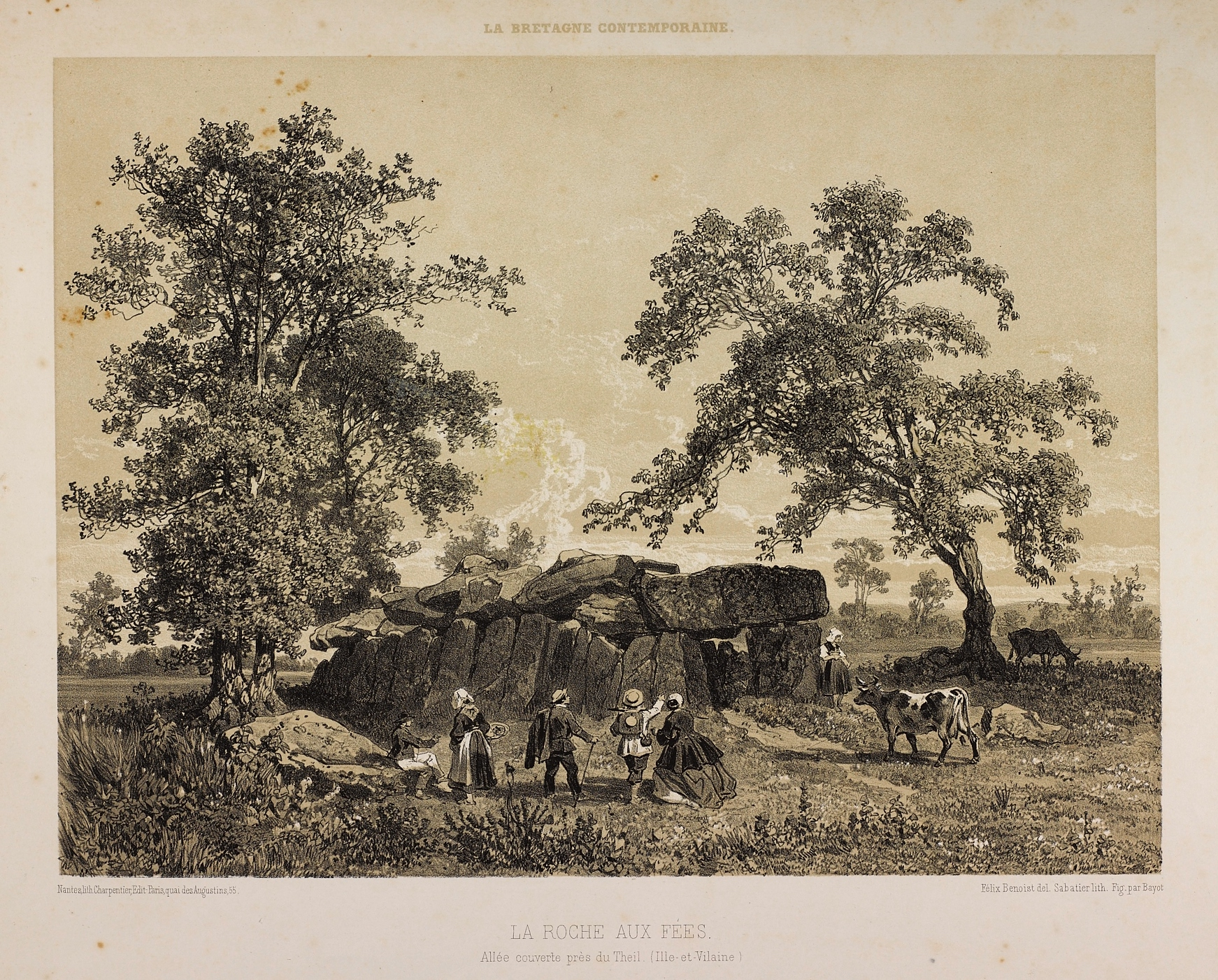
La Roche aux Fées, allée couverte près du Theil (dessin de Félix Benoist).

Depuis la première moitié du XIXe siècle, le site a fait l'objet de plusieurs visites par des sociétés d'archéologie locales, principalement la Société Archéologique d'Ille-et-Vilaine qui a publié plusieurs rapports et comptes-rendus. Néanmoins, aucune fouille archéologique approfondie n'a été menée, ni céramique signalée sur le site.
C'est un des mille premiers monuments historiques classés dans la liste des monuments historiques protégés en 1840 et un des quatre situés en Ille-et-Vilaine
Le site devient touristique et vers 1855, des étrangers (des Anglais selon un témoignage) détériorent la pierre supérieure du trilithe d'entrée.

### XXesiècle

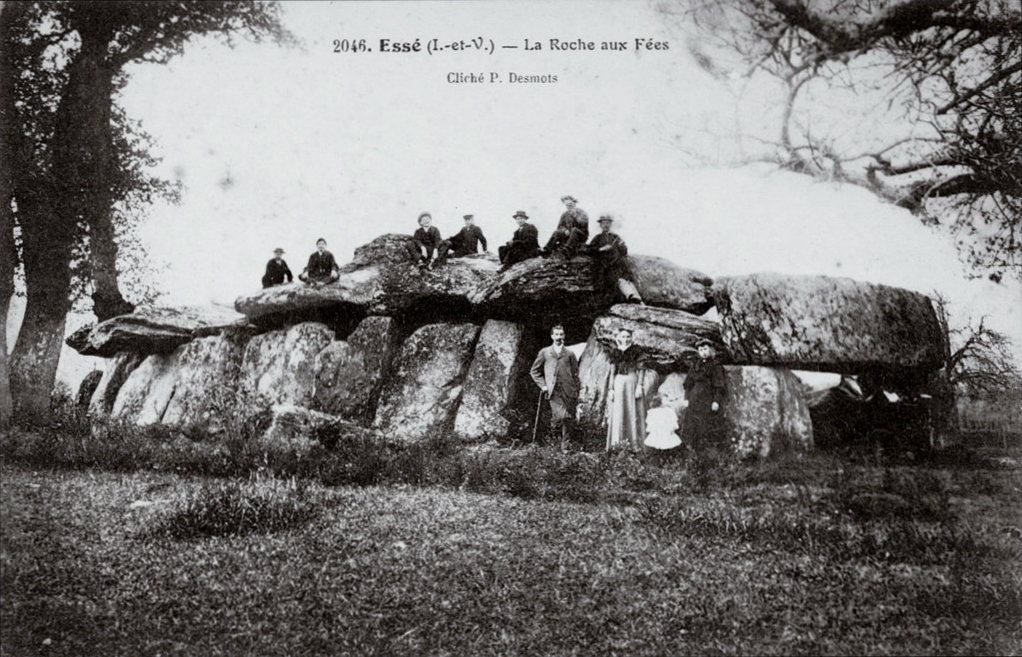
La Roche-aux-Fées au début du XXe siècle (carte postale).

En 1904, Adolphe Orain en donne une description en préambule de son conte La Fée des Houx. Dans ce conte, un bûcheron et sa femme enterrent un pot à ne pas ouvrir à l'intérieur de la Roche-aux-Fées en échange d'une bourse magique qui contient des pièces d'or à volonté. Dans d'autres légendes, un paysan trompe une fée qui cherche à échanger le nouveau-né de la ferme soit en utilisant un crible soit en l'aveuglant avec de l'eau bouillante, répondant à la fée qui cherche qui a osé lui faire cela « C'est moi-même » (comme Ulysse se nomme « personne » devant Polyphème).

### XXIesiècle
En 2010, le site fait l'objet d'une étude par le Laboratoire de recherche des monuments historiques permettant un bilan sanitaire du monument et d'établir des préconisations pour sa conservation. L'objectif est de canaliser le flux des visiteurs, estimé à 35 000 par an, qui contribue au déchaussement des pierres, à la dégradation de la base de certains blocs, voire à l'élargissement de fissures. En 2018, un nouvel apport de pierre et de terre sur un support de géotextile est effectué en remblai autour et à l'intérieur du monument afin d'égaliser le niveau du sol. Une clôture basse longue de 99 mètres entoure désormais l'allée couverte. Une signalétique indique la fragilité du monument,.
Le dolmen a donné son nom à la communauté de communes de la Roche-aux-Fées.

## Description

Vue schématique, du dessus, distinguant les 41 plus grosses pierres.

Il s'agit d'un dolmen à couloir de type angevin. Le dolmen comprend une chambre principale précédée d'une antichambre ; la chambre principale est elle-même divisée en quatre parties par trois pierres transversales placées sur la paroi de la chambre côté sud. La forme de la structure est proche d’un parallélépipède qui mesure 19,5 m de long pour environ 4,70 m de large et au maximum 4,10 m de haut. L’antichambre de 3,5 mètres de long est légèrement moins haute que la chambre principale avec laquelle elle communique par une porte constituée de deux dalles transversales.
La plupart des auteurs recensent quarante à quarante-deux pierres, dont les plus lourdes atteignent quarante tonnes. Le schéma ci-contre illustre l’agencement de quarante-et-une pierres : neuf pierres horizontales (tables), dont une beaucoup plus petite que les autres, et trente-deux pierres verticales (orthostates), dont une inclinée et une plus importante pour le chevet. Une pierre se trouve à part, entourée par les racines d’un arbre. La table du portique d’entrée est un linteau de 5,5 mètres de longueur reposant sur deux piliers d’un mètre de hauteur. Elle était instable apparemment jusqu’en 1855.
Les pierres sont en schiste pourpré cambrien dont le plus proche affleurement se situe en forêt du Theil, distante d'environ 5 km,. Le poids des six plus grosses tables de couverture est compris entre 40 tonnes et 45 tonnes chacune, ce qui constitue un défi logistique certain.
Bien qu’aucune fouille ne le prouve, la présence d’un « sol caillouteux » indique qu’à l'origine, la structure devait probablement être recouverte d’un tumulus de blocailles ou d’un cairn dolménique comme la plupart des monuments de ce type. De la même façon, du fait d'ossements trouvés dans des monuments semblables, on peut supposer que la Roche-aux-Fées avait un rôle funéraire.
Un modèle 3D de la Roche-aux-Fées a été créé par le projet Heritage Together en utilisant la photogrammétrie.

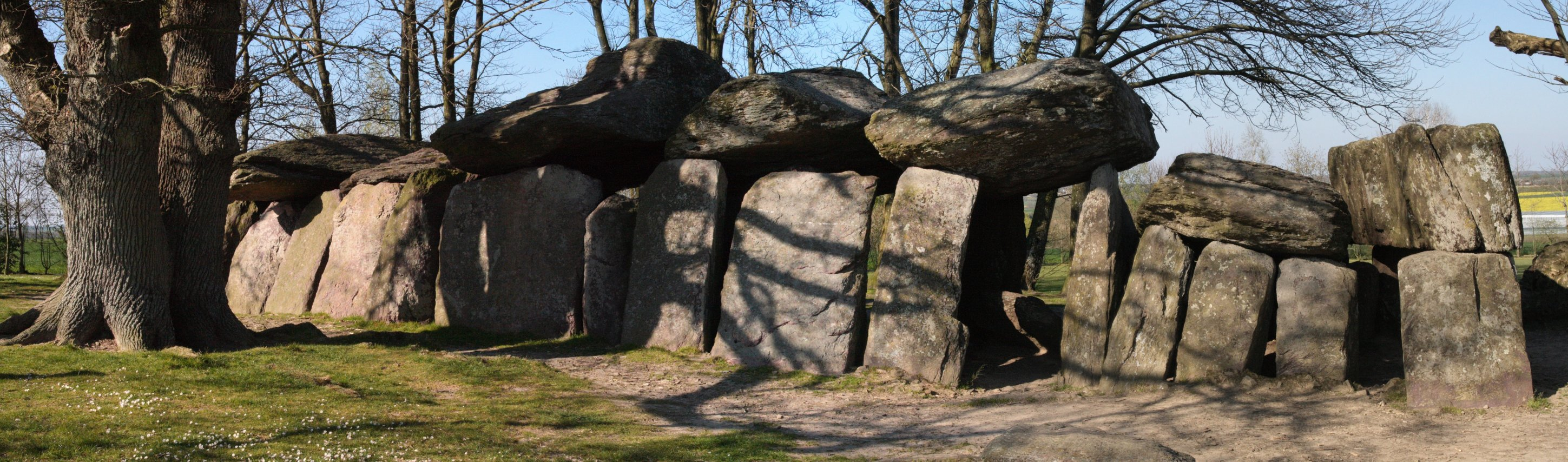
Autre vue du dolmen.
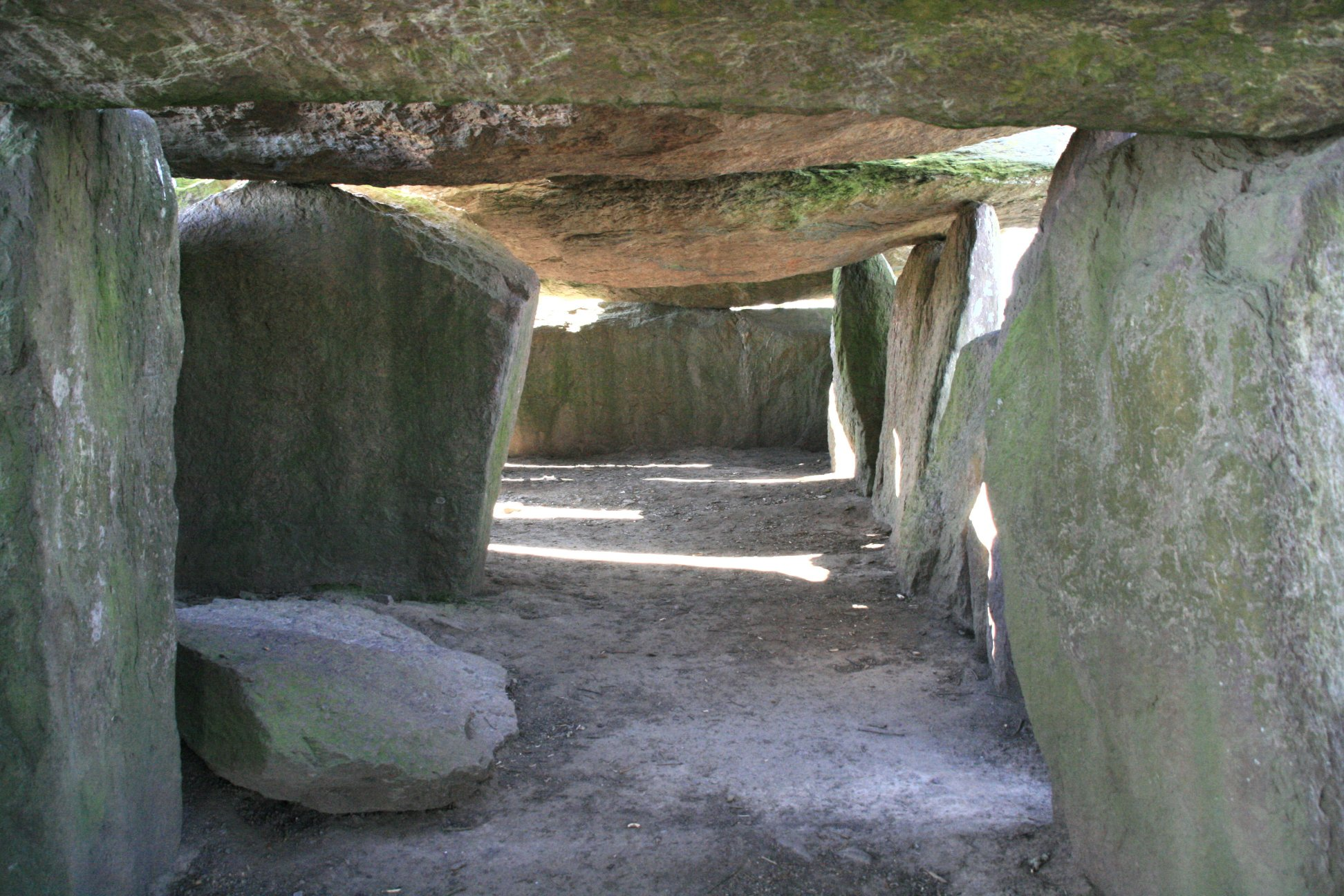
Intérieur de la chambre.
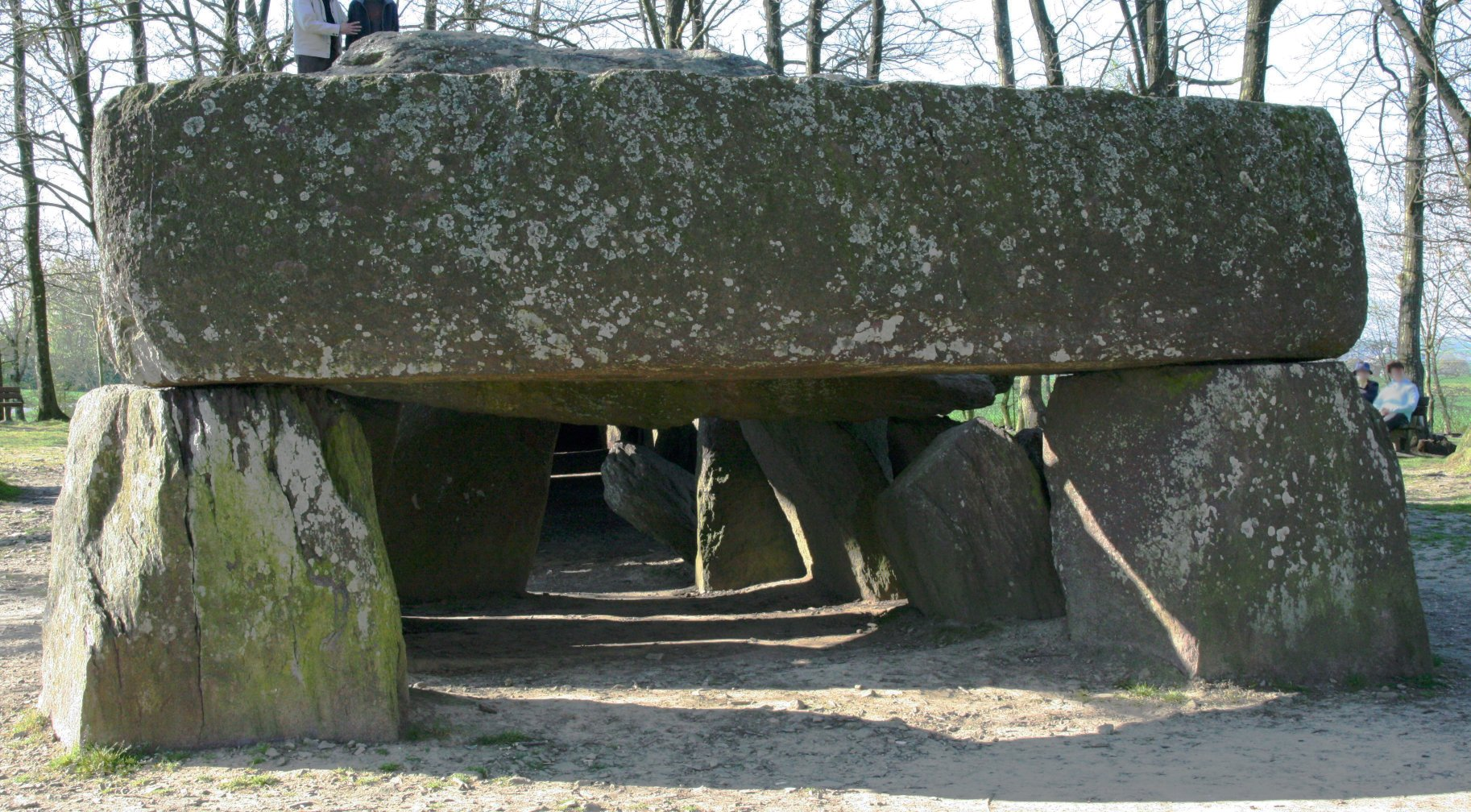
Portique d’entrée.

Sa construction est datée du Néolithique récent (entre 3000 et 2500 av. J.-C.), voire plus ancienne (entre 3500 et 3000 av. J.-C.).

## Légendes et croyances

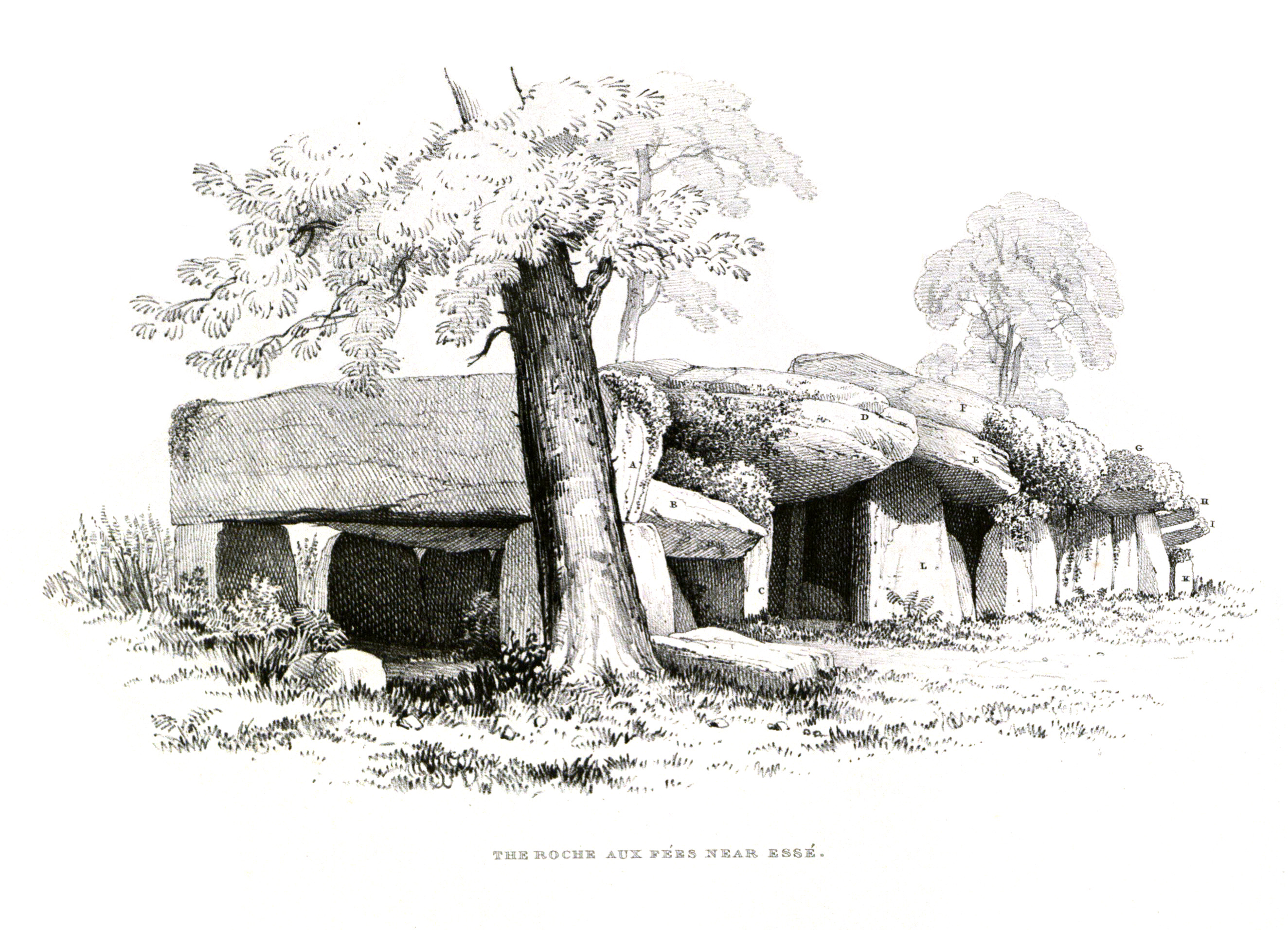
Dessin de 1834.

Plusieurs légendes et croyances ont pour sujet la Roche-aux-Fées, notamment celle de fées s'installant à Essé et se partageant le travail pour construire leur demeure. Lorsque l'édifice fut achevé, les fées bâtisseuses n'avertirent que tardivement les fées qui transportaient de gros blocs devenus inutiles. Aussi ces dernières laissèrent tomber les rochers de leurs tabliers, essaimant ainsi des menhirs comme celui de Runfort ou ceux de la lande des Trois-Marie.
D'autres croyances portent sur le nombre de pierres du monument qui varierait sans cesse. Une croyance en particulier veut que les jeunes mariés doivent à la nouvelle lune compter le nombre de pierres en faisant le tour du dolmen chacun de son côté, les femmes dans le sens des aiguilles d'une montre et les hommes en sens inverse ; s'ils obtiennent le même nombre alors leur union sera durable. Il existerait aussi une « pierre branlante témoignant de la fidélité conjugale. »
Une croyance recueillie au XIXe siècle présente la Roche-aux-Fées comme une grotte construite par les fées pour protéger les âmes des bonnes gens, mais ces fées se sont enfuies depuis la mort des arbres il y a plus de deux siècles. Depuis, le sifflement du vent entre les pierres serait les lamentations des âmes auxquelles elles ne rendent plus visite.
Il est aussi dit que « celui qui détruira le dolmen d'Essé mourra dans l'année ».
Il existe aussi une croyance qui fait de la structure le tombeau d'un général romain. Un ingénieur géographe du XVIIIe siècle indique :

« Les gens des environs veulent que ce ſoit un ancien temple des Fées, pour lesquelles leurs ancêtres avoient beaucoup de vénération ; opinion ridicule, mais peu étonnante, ſi l'on fait attention que ce ſont des paysans les plus groſſiers qui penſent ainſi. […] Les gens ſenſés croient que ce monument eſt le tombeau d'un Général Romain. »

— Jean-Baptiste Ogée,  Dictionnaire historique et géographique de la province de Bretagne
Ce à quoi Arthur de La Borderie répond presque un siècle plus tard :

« Je laisse à choisir ici laquelle est la plus grossière, de la poétique légende des paysans ou de la bévue pédantesque des gens sensés. »

— Arthur de La Borderie, La Bretagne contemporaine

## Exploitation touristique
Chaque année, au matin du solstice hivernal, un public se rassemble sur place, quelquefois accompagné de musique acoustique à l'initiative de l'office du tourisme local ou d'une association. Lorsque les conditions météorologiques sont favorables, on voit apparaître une tache de lumière grande comme la paume d'une main sur la dalle de chevet. Au fil du déplacement apparent du Soleil, progressivement, elle descend au sol, s'étire, puis rejoint la sortie. Le phénomène n'est visible que durant quelques minutes, au matin de ce solstice, de même que la veille et le lendemain.